# Șenol Coșkun
Șenol Coșkun (12 noiembrie  1988, Istanbul, Turcia – 29 noiembrie 2006, Istanbul, Turcia) a fost un actor turc.

## Biografie
Născut la Istanbul, Coșkun a fost un fan al Galatasaray S.K. în timpul copilăriei sale. În 1995, și-a urmat o carieră în actorie, când l-a cunoscut pe regizorul de film Ünal Küpeli și a jucat în filmul său Zıpçıktı, în care a interpretat rolul principal. Filmul este o adaptare a filmului din 1990 Problem Child.

## Decesul
Coșkun a fost ucis într-un accident rutier la Istanbul pe 29 noiembrie 2006, la două săptămâni și jumătate după ce a împlinit 18 ani.